# Weinmannia sylvicola
Weinmannia sylvicola (Maori: towai of tawhero) is een soort uit de familie Cunoniaceae. Het is een kleine altijdgroene boom die een groeihoogte van 15 meter kan bereiken. De stam kan een diameter tot 1 meter bereiken en heeft een gevlekte schors. De boom draagt bladeren die bestaan uit drie stomp getande blaadjes (onderste paar veel kleiner) en trossen van kleine witte borstelige bloemen. Juveniele bomen hebben maximaal negen paar blaadjes, die onderaan roodachtig zijn.
De soort komt voor op het Noordereiland van Nieuw-Zeeland, waar hij aangetroffen wordt van Te Paki in het noorden tot in de Waitākere Ranges en Kaimai Range, die zuidelijker gelegen zijn. Hij groeit daar in bossen en langs bosranden.

## Synoniemen
- Pterophylla sylvicola (Sol. ex A.Cunn.) Pillon et H.C.Hopkins
- Weinmannia betulina A.Cunn.
- Weinmannia fuchsioides A.Cunn.

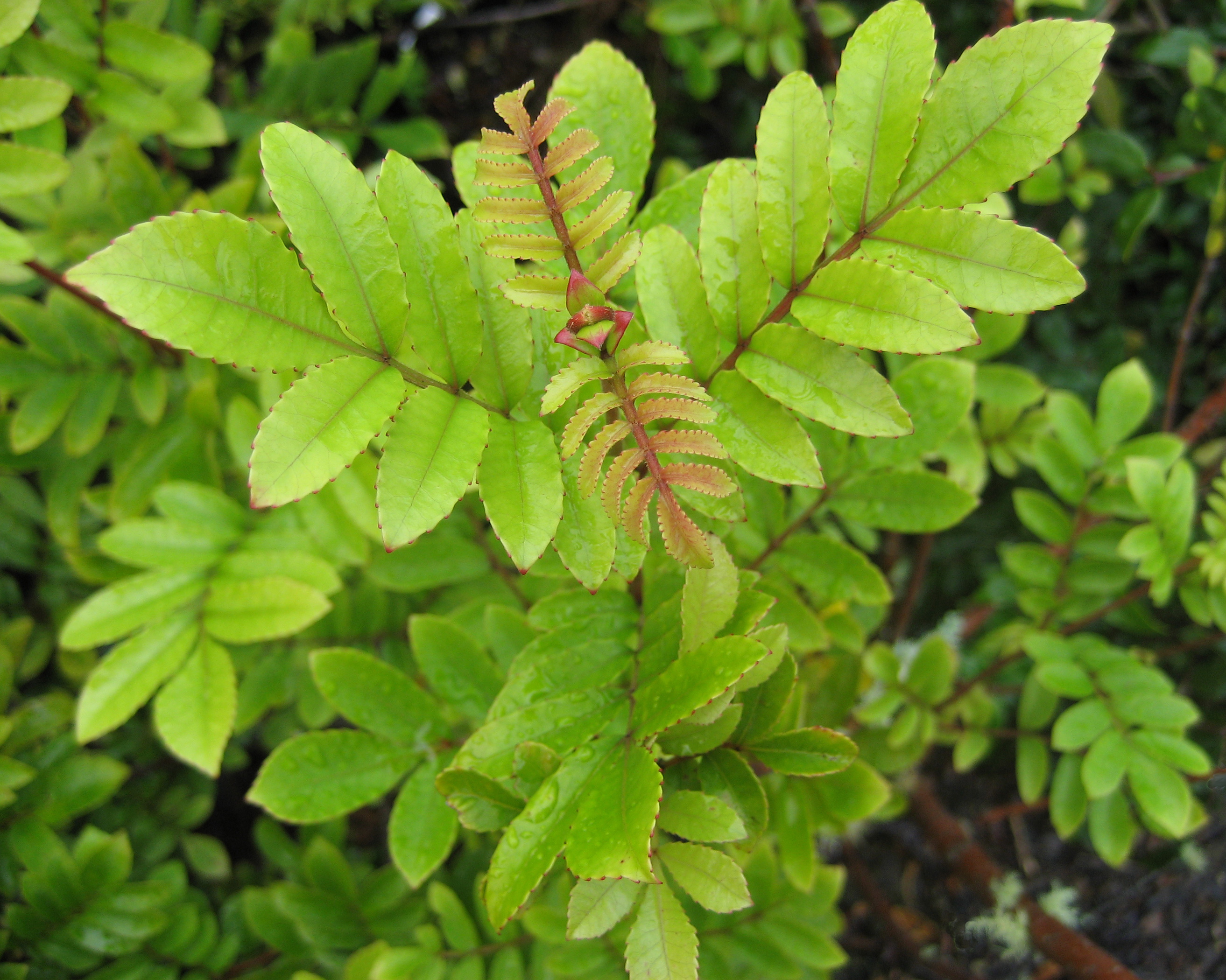
Juveniele bladeren
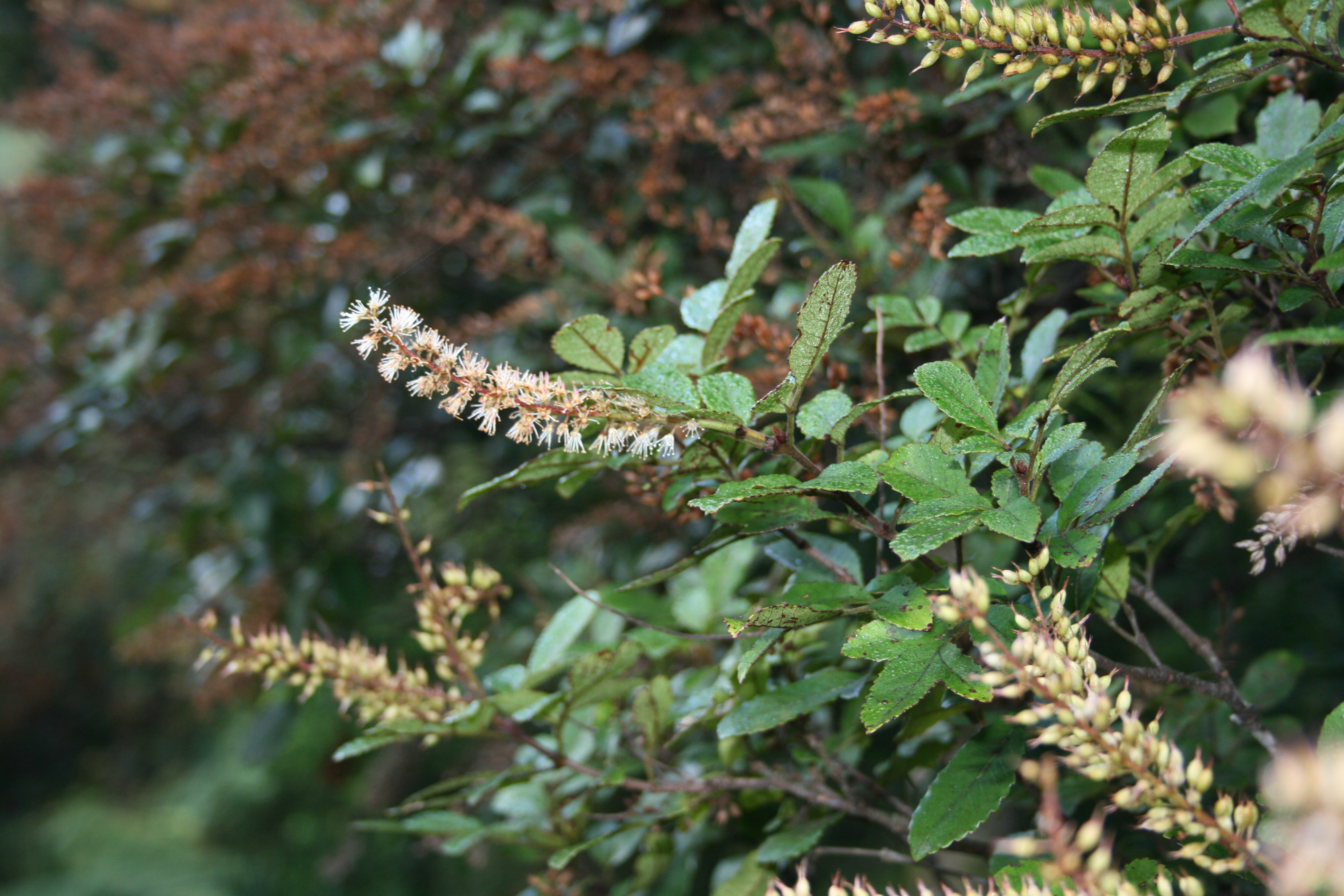
Bloemen